# Nausicaä della Valle del vento (film)
Nausicaä della Valle del vento (風の谷のナウシカ?, Kaze no tani no Naushika) è un film d'animazione del 1984 diretto da Hayao Miyazaki.
Film d'avventura, epico e science fantasy, basato sui primi sedici capitoli del manga omonimo, che all'epoca Animage stava pubblicando dal 1982. Ambientato in un mondo postapocalittico, è incentrato sulla storia di Nausicaä, la principessa della Valle del vento, e la sua lotta contro Tolmekia, un regno che cerca di usare un'arma antica leggendaria per distruggere il Mare della Putrefazione, il complesso sistema di insetti mutanti giganti che ha intossicato il pianeta.
La pellicola, doppiata dai seiyū Sumi Shimamoto, Gorō Naya, Yoji Matsuda, Yoshiko Sakakibara e Iemasa Kayumi, venne animata da Topcraft Limited Company per Tokuma Shoten e Hakuhodo e distribuita dalla Toei Company l'11 marzo 1984, mentre Joe Hisaishi, alla sua prima collaborazione con il regista, ne compose la colonna sonora. Un'edizione rimontata senza il consenso di Miyazaki da Roger Corman, Warriors of the Wind, fu distribuita negli Stati Uniti e in altri Paesi dalla metà degli anni ottanta e venne sostituita dalla ripubblicazione della versione integrale prodotta da Walt Disney Pictures soltanto nel 2005. Sebbene sia stata realizzata prima della sua fondazione, è spesso considerata un prodotto dello Studio Ghibli e nel mondo anglofono venne inserita nella serie di DVD e Blu-ray Studio Ghibli Collection.
Fin dalla sua uscita, ricevette il plauso della critica, che ne elogiò la storia, le tematiche, i personaggi e la qualità dell'animazione, tanto da comparire in alcune classifiche dei migliori film d'animazione mai creati.

## Trama
La storia si svolge mille anni dopo i Sette Giorni di Fuoco, una spaventosa guerra termonucleare che ha annientato la civiltà umana e buona parte dell'ecosistema terrestre originale. A causa della distruzione portata dagli Dei Guerrieri (o Guerrieri Invincibili), giganteschi automi biologici creati dall'uomo e dotati di armi a raggi termonucleari, l'intero pianeta è stato sconvolto e trasformato. I pochi esseri umani superstiti vivono in due grandi regni — Tolmekia e Pejite — e in piccole comunità isolate, mentre gran parte del pianeta è ricoperta da una immensa foresta, il Mare della Putrefazione (o Mar Marcio o Giungla Tossica), in cui vivono enormi e mostruosi insetti mutanti, il cui nome è Ohmu (o Mostro-Tarlo), e piante che rilasciano nell'atmosfera spore velenose, minacciando la sopravvivenza degli insediamenti umani. Il Mare della Putrefazione si espande lentamente ma inesorabilmente e alcune comunità rimaste, come la Valle del vento, sopravvivono solo perché sopravento rispetto al flusso delle spore rilasciate dalle piante. In questa epoca la tecnologia è regredita a una sorta di Medioevo, sebbene siano sopravvissuti retaggi tecnologici dell'antica civiltà (in particolare alcune macchine volanti e le armi da fuoco). Un'antica leggenda viene tramandata di generazione in generazione e parla di un condottiero vestito d'azzurro che camminando su un cielo d'oro porterà l'umanità verso una terra pura e libera dai miasmi del Mare della Putrefazione.
Nella Valle del vento vive Nausicaä, una ragazza determinata e coraggiosa, unica figlia di re Jhil, erede al trono della regione e profondamente amata dal suo popolo. Mentre gran parte degli uomini sopravvissuti alla catastrofe vive in un rapporto conflittuale con la nuova natura minacciosa, Nausicaä, forte del suo amore per ogni forma di vita, cerca di capire le cause del mutamento e la vera essenza del Mare della Putrefazione. Al contrario di chi ritiene che la giungla possa essere combattuta e distrutta col fuoco, Nausicaä comprende che è possibile convivere con essa e che le piante sono rese velenose dall'inquinamento lasciato dall'uomo secoli prima con la guerra nucleare. In un suo laboratorio segreto, infatti, Nausicaä è riuscita a coltivare piante e funghi della giungla del tutto inoffensivi per l'uomo, alimentandoli con acqua pura.
L'armonia della Valle viene tuttavia interrotta dall'improvviso arrivo di una nave volante che si schianta fra i campi dopo essere stata attaccata da insetti giganti. La nave — appartenente all'impero di Tolmekia (Tolmeikia) — trasporta numerosi prigionieri di guerra del regno di Pejite (Peite) e soprattutto uno strano ordigno che sembra vivente. In seguito a questo schianto giungono nella Valle altre navi di Tolmekia, stavolta cariche di soldati. I tolmekiani sono guidati dall'ambizioso Kurotowa (Krotova) che a sua volta obbedisce agli ordini della principessa Kushana. Jhil viene ucciso e Nausicaä presa in ostaggio, mentre la popolazione viene precettata per servire Tolmekia nel recupero dell'ordigno. I cittadini della Valle scoprono quindi che i regni di Tolmekia e Pejite sono scesi in guerra l'uno contro l'altro per il possesso dell'ordigno che si rivela essere il cuore dell'ultimo dio guerriero rimasto, da cui le opposte fazioni sperano di poter far risorgere la mostruosa macchina vivente, per eliminare i loro nemici e distruggere la giungla. Nausicaä tenta invano di denunciare questa strategia suicida: facendo arrabbiare gli insetti, infatti, il Mare della Putrefazione si espande e le città distrutte vengono rapidamente infestate dai funghi, diventando così inabitabili.
Nausicaä, tratta in ostaggio insieme a un piccolo contingente di uomini della Valle, riesce a liberarsi durante un combattimento fra la flotta tolmekiana e un caccia di Pejite. Abbattuta, precipita nel Mare della Putrefazione con il pilota pejitiano, che si rivela essere un giovane nobile, Asbel (Asvel). Sprofondando nelle viscere del Mare della Putrefazione i due scoprono che sotto le radici delle piante l'aria non è più mefitica e scorre acqua limpida: le piante infatti filtrano l'inquinamento causato dall'uomo per lasciare l'ambiente di nuovo pulito. Forti di questa scoperta i due tornano indietro per scongiurare il rischio che il dio guerriero venga usato per bruciare la giungla — con la conseguenza di vedere le sue spore diffuse in tutto il mondo dalle fiamme — ma devono constatare che Pejite, ridotta alla disperazione sotto l'attacco di Tolmekia, sta usando gli insetti come arma finale. E dunque che un'orda di Ohmu è stata indirizzata contro la Valle del vento, utilizzando come esca un cucciolo crudelmente ferito, perché spazzi via il cantiere tolmekiano dove il dio guerriero sta lentamente rigenerando a partire dal suo nucleo.
Il dio guerriero, attivato anzitempo da Kushana, si autodistrugge nello sforzo di utilizzare le sue armi termonucleari contro l'orda di insetti, mentre Nausicaä, recuperato il cucciolo di Ohmu, riesce a fermare l'attacco ma a prezzo della vita. Placati dal sacrificio della ragazza e dalla restituzione del loro cucciolo, gli Ohmu si fermano e circondano Nausicaä esanime, iniziando a toccarla con i loro tentacoli e sollevandola in cielo. Nell'incredulità del popolo della Valle del vento e dei superstiti degli eserciti invasori, la ragazza riprende vita. La visione di Nausicaä con la veste tinta d'azzurro dal sangue del cucciolo di Ohmu camminare su un tappeto di tentacoli color oro, fanno sì che il popolo riconosca in lei l'incarnazione del condottiero vestito d'azzurro che cammina su un cielo d'oro dell'antico mito. L'esercito di Tolmekia si ritira in pace e i superstiti di Pejite si uniscono agli abitanti della Valle, mentre Nausicaä guida il suo popolo alla ricostruzione dalle distruzioni della guerra. Il sacrificio di Nausicaä e il compimento della profezia hanno indicato all'umanità una via di pace, comprensione reciproca e convivenza con la natura.

## Produzione
Hayao Miyazaki debuttò come regista nel 1979 con Lupin III - Il castello di Cagliostro, un film che si discostava parecchio dagli standard del franchise di Lupin III, ma che tuttavia risultò gradito alla critica, vincendo un Ofuji Noburo Award al Mainichi Film Concours di quell'anno. Dopo il successo del lungometraggio, Toshio Suzuki, all'epoca direttore di Animage, contattò Miyazaki e gli chiese di produrre delle opere per la compagnia. Tutte le idee del regista per dei film d'animazione vennero però respinte e Animage gli chiese di realizzare invece un manga, che sarebbe poi diventato Nausicaä della Valle del vento. Miyazaki cominciò a scrivere e a disegnare il manga nel 1982 e, visto il successo immediato, il proprietario di Animage e presidente della Tokuma Shoten chiese all'artista di trarne un film. Miyazaki accettò la proposta a certe condizioni: di sospendere il manga durante la realizzazione dell'eventuale anime e di dirigere personalmente il film, mantenendo un controllo totale sulla sua opera.
Nel mese di febbraio 1983 il capo del settore pubblicità di Tokuma Shoten prese contatto con l'agenzia pubblicitaria Hakuhodo e venne rapidamente trovato un accordo tra le due società, che si impegnarono a coprodurre il film. La distribuzione venne affidata alla Toei Animation in aprile. Miyazaki scelse Isao Takahata come produttore esecutivo, il quale prese parte al progetto con riluttanza, prima ancora che fosse ufficializzato lo studio di produzione. C'era infatti la necessità di trovare uno studio esterno per realizzare il film, dal momento che la Tokuma Shoten non possedeva uno studio d'animazione
. Infine, verso metà maggio, venne scelto lo studio Topcraft per animare il lungometraggio. Esso era conosciuto ed apprezzato per le sue qualità artistiche e Miyazaki e Takahata lo reputarono in grado di trasporre efficacemente su pellicola l'atmosfera sofisticata del manga.
Il 31 maggio 1983 iniziarono i lavori di pre-produzione del film. Miyazaki incorse in difficoltà nella stesura della sceneggiatura, con soli sedici capitoli del manga su cui poter lavorare. Egli si dedicò prevalentemente alla realizzazione dei disegni preparatori e al design del personaggio principale. La fase di animazione iniziò ad agosto, con una ventina di animatori assunti espressamente per il film e pagati a fotogrammi. Tra di essi vi era Hideaki Anno, che in futuro avrebbe diretto la celebre serie anime Neon Genesis Evangelion. Takahata intanto incaricò il compositore sperimentale e minimalista Joe Hisaishi di scrivere la colonna sonora dell'opera. Il film uscì nelle sale giapponesi l'11 marzo 1984, dopo un periodo di produzione di appena nove mesi e un budget equivalente ad 1 milione di dollari.

## Colonna sonora

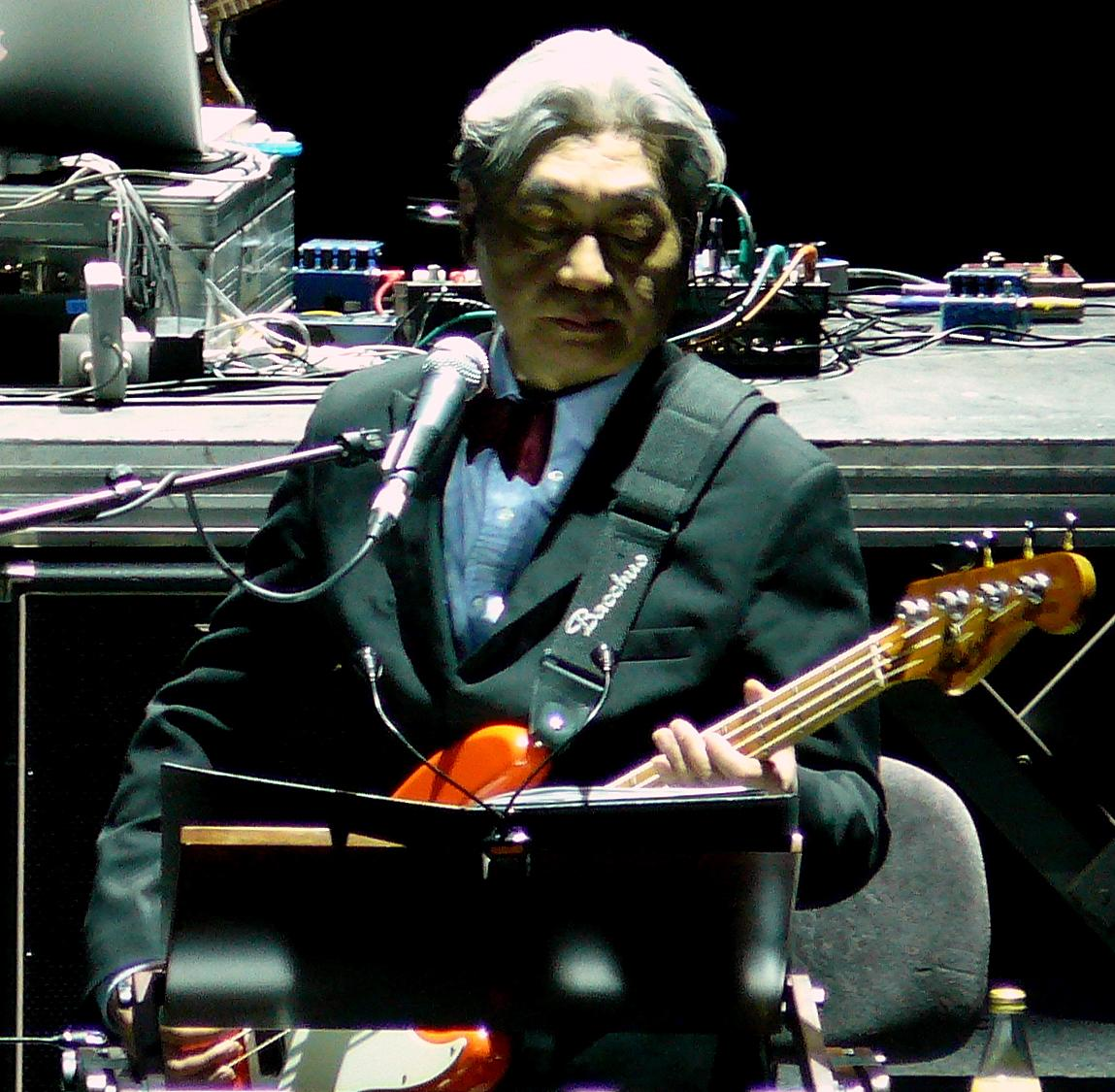
Haruomi Hosono (qui nel 2008)

Joe Hisaishi compose e arrangiò la colonna sonora del film, dando avvio ad una collaborazione con Miyazaki che sarebbe durata per tutta la sua filmografia. Pubblicata in sette edizioni diverse, contiene anche il singolo Kaze no tani no Naushika, che fu prodotta da Haruomi Hosono (ai tempi ex-membro degli Happy End e componente degli Yellow Magic Orchestra) e cantata da Narumi Yasuda:
| Titolo | Data di pubblicazione |
| --- | --------------------- |
| Nausicaä of the Valley of Wind: Image Album - Bird Person (風の谷のナウシカ イメージアルバム 鳥の人)                   | 25 novembre 1983      |
| Nausicaä of the Valley of Wind: Symphony - The Legend of Wind (風の谷のナウシカ シンフォニー 風の伝説)                 | 25 febbraio 1984      |
| Nausicaä of the Valley of Wind: Soundtrack - Toward the Far Away Land (風の谷のナウシカ サウンドトラック はるかな地へ) | 25 marzo 1984         |
| Nausicaä of the Valley of Wind: Drama Version - God of Wind                                                            | 25 aprile 1984        |
| Nausicaä of the Valley of Wind: Best Collection (風の谷のナウシカ BEST)                                                | 25 novembre 1984      |
| Nausicaä of the Valley of Wind: Hi-tech Series (風の谷のナウシカ・ハイテックシリーズ)                                  | 25 ottobre 1989       |
| Nausicaä of the Valley of Wind: Piano Solo Album <For the Easy Use with Beyer>                                         | 25 marzo 1992         |

## Distribuzione
Nausicaä della Valle del vento venne distribuito nelle sale giapponesi dalla Toei Company l'11 marzo 1984. In madrepatria, incassò 1.48 miliardi di yen al botteghino, vendendo 914,767 biglietti e guadagnando altri 742 milioni di yen dal reddito di distribuzione. In tutto il mondo, le proiezioni cinematografiche registrarono ulteriori 1,720,214 di dollari in sette Paesi tra il 2006 e il 2017, dei quali 1,521,343 nella sola Francia.
Le versioni domestiche includono l'originale Laserdisc dell'aprile 1984 e l'edizione facente parte della collana Juburi ga Ippai Sutajio Jiburi LD Zenshuu (Ghibli Complete Collection: Studio Ghibli Complete LD Collection') dell'agosto 1996, il VHS  Animage  del marzo 1984 e la riedizione di Buena Vista del 19 settembre 1997. Tre DVD-set furono editi in Giappone con un normale DVD e set di action figures del 19 novembre 2003, seguito da una "Collectors Edition" del 7 dicembre. Dal 2003, il film ha venduto oltre 1,77 milioni di videocassette e DVD in Giappone.

### Warriors of the Wind

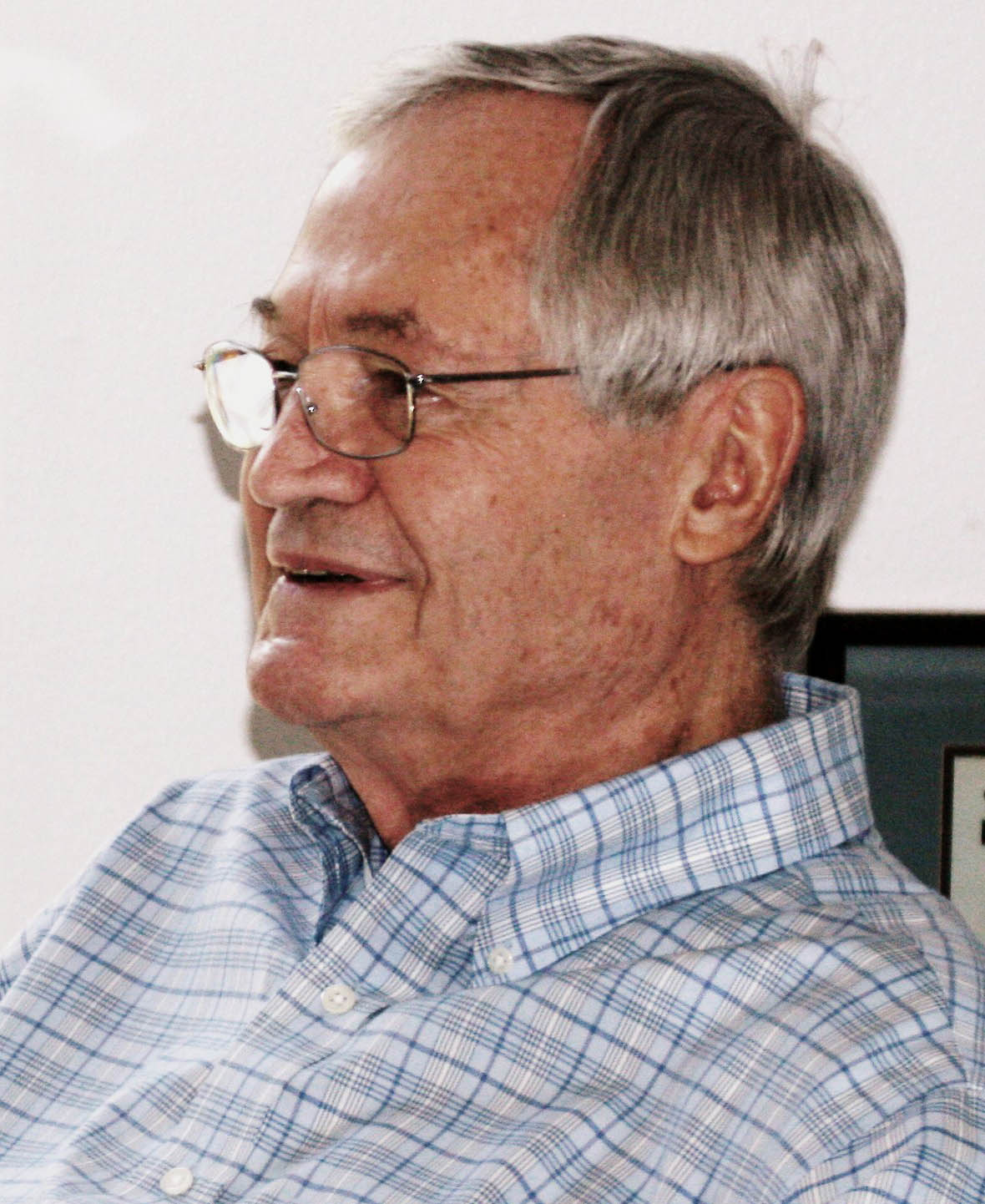
Il regista, sceneggiatore e produttore cinematografico statunitense Roger Corman (qui nel 2006), cofondatore della New World Pictures e fautore del rimontaggio Warriors of the Wind

Manson International e Showmen, Inc. produssero un adattamento in lingua inglese di 95 minuti (tagliando approssimativamente quindi 22 minuti di girato) del film intitolato Warriors of the Wind, che venne distribuito in tutti i cinema degli Stati Uniti d'America dalla New World Pictures il 13 giugno 1985, a cui seguì l'edizione su VHS nel dicembre dello stesso anno. Alla fine degli anni Ottanta, Vestron Video lo ridistribuì, così come la First Independent Video nel 1993, con un altro minuto tagliato. I doppiatori e le attrici non vennero né accreditati né informati circa la trama, pesantemente editata per adattarla ad un pubblico di bambini e renderla adatta ad un prodotto d'avventura. Di conseguenza parte dei temi legati all'ecologismo e al pacifismo furono diluiti o rimossi del tutto e sostituiti da una lotta tra il bene e il male, in cui gli Ohmu sono relegati al ruolo di semplici nemici aggressivi. Molti dei personaggi furono inoltre rinominati, inclusa Nausicaä, che divenne Princess Zandra. La copertina delle videocassette inoltre presentava un gruppo di personaggi maschili che non sono nella pellicola e che cavalcavano il risorto dio guerriero, e un dio guerriero ancora in vita mostrato brevemente in un flashback
Scontento del risultato di quest'operazione, Miyazaki chiese agli spettatori e ai fan di rimuoverlo dalla loro memoria e in seguito lo Studio Ghibli adottò una rigida politica contro i tagli alle successive edizioni estere dei suoi film. Successivamente di fatto, venuto a conoscenza anche della volontà di Harvey Weinstein di rimontare Princess Mononoke per renderlo più commercialmente appetibile e di distribuirlo tramite la sua Miramax, Toshio Suzuki mandò a questi una lettera in cui v'era scritto "Niente tagli" e l'immagine di una katana. Tuttavia Warriors of the Wind spinse Miyazaki anche ad acconsentire al traduttore Toren Smith dello Studio Proteus di stendere una traduzione ufficiale e fedele del suo manga per Viz Media.

#### Scene tagliate
Oltre alle sequenze dei titoli di apertura e chiusura, le seguenti scene sono quelle originariamente rimosse per Warriors of the Wind (ma sono state ripristinate dopo la riedizione del DVD nordamericano della Disney).
- Nausicaä entra nel Mare della Putrefazione. Una volta lì, scopre un guscio appartenente a un Ohmu morto. Mentre osserva una delle calotte oculari appena presa, viene sommersa dalle spore.
- Dopo essere tornato nella Valle del Vento, a Yupa viene chiesto di diventare il padrino di una bimba appena nata.
- Quando un abitante del villaggio trova spore velenose in uno dei campi della Valle, un altro abitante del villaggio le distrugge.
- Yupa discute con Mito sulla prevenzione del risveglio del dio guerriero. Alla fine scopre il giardino segreto di Nausicaä. Mentre è lì, questa gli rivela di aver interrotto l'approvvigionamento idrico.
- Mentre Nausicaä parte con i Tolmekiani, i bambini della Valle le regalano noci di chiko come regalo d'addio.
- Mentre dorme, Nausicaä ricorda un episodio della sua infanzia in cui ha tentato di proteggere un cucciolo di Ohmu dai capi della Valle.
- La sequenza con Nausicaä e Asbel che visitano il sottosuolo non tossico del Mare della Putrefazione è stata estesa.
- I cittadini della Valle distruggono i loro alberi contaminati.
- Dopo essere stata catturata dagli abitanti di Pejite, Nausicaä discute con il loro capo circa il da farsi per il dio guerriero.
- Asbel guida Nausicaä attraverso l'area femminile del gruppo di trasporto.
- Mentre Kushana e Kurotowa attendono l'assalto di Pejite, rilasciano Goll e gli altri ostaggi della Valle. La Gran dama scopre che il vento ha smesso di soffiare.

### Date di uscita
Le date di uscita internazionali sono state:
- 11 marzo 1984 in Giappone (風の谷のナウシカ Kaze no tani no Naushika)
- 13 giugno 1985 negli Stati Uniti (Warriors of the Wind)
- 25 dicembre 1985 in Brasile (Nausicaa - A Princesa do Vale dos Ventos)
- 19 novembre 1987 in Ungheria (Nauszika - A szél harcosai)
- 1º dicembre 1989 nel Regno Unito (Warriors of the Wind)
- 30 dicembre 2000 in Corea del Sud (바람계곡의 나우시카 Balamgyegog-ui Nausika)
- 6 luglio 2007 in Turchia (Rüzgârli Vadi)
- 26 settembre 2008 in Finlandia (Tuulen laakson Nausicaä)
- 10 ottobre 2008 in Norvegia (Nausicaä - Prinsessen fra vindens dal)
- 17 aprile 2009 in Svezia (Nausicaä från Vindarnas dal)
- 7 giugno 2009 in Argentina (Nausicaä del Valle del Viento)
- 7 maggio 2010 in Spagna (Nausicaä del Valle del Viento)
- 23 giugno 2011 in Danimarca (Nausicaä - Fra vindenes dal)
- 5 ottobre 2015 in Italia (Nausicaä della Valle del vento)

In alcuni Paesi, fra cui Germania e Francia, il film venne distribuito direttamente in home video a fine anni '80. Le prime distribuzioni estere spesso seguivano la versione Warriors of the Wind, con annessi tagli e modifiche.

### Edizione italiana
In Italia il film è stato trasmesso per la prima volta in televisione il 6 gennaio 1987 su Rai 1 con un primo doppiaggio italiano. A differenza di Warriors of the Wind, l'edizione Rai era integrale, ma soffriva di un adattamento dialoghi approssimativo. Questa edizione non è stata pubblicata in home video, ed è nota solo grazie a registrazioni amatoriali della prima TV o delle poche repliche negli anni successivi (nelle quali il film venne spesso spezzato in episodi e quindi trasmesso nel corso di diversi giorni). Intorno al 2003 Buena Vista fece realizzare un ridoppiaggio del film in previsione di una sua edizione VHS e DVD, che non si è mai concretizzata, e questa versione resta inedita.
Il 31 ottobre 2010 il film è stato presentato in versione originale sottotitolata con un nuovo adattamento all'interno del Festival del film di Roma e dal 5 al 7 ottobre 2015 è stato proposto per la prima volta nelle sale cinematografiche italiane da Lucky Red con un nuovo doppiaggio italiano. La stessa azienda ha curato poi le edizioni DVD e Blu-Ray del film, che contengono solo l'ultimo doppiaggio realizzato.

## Accoglienza

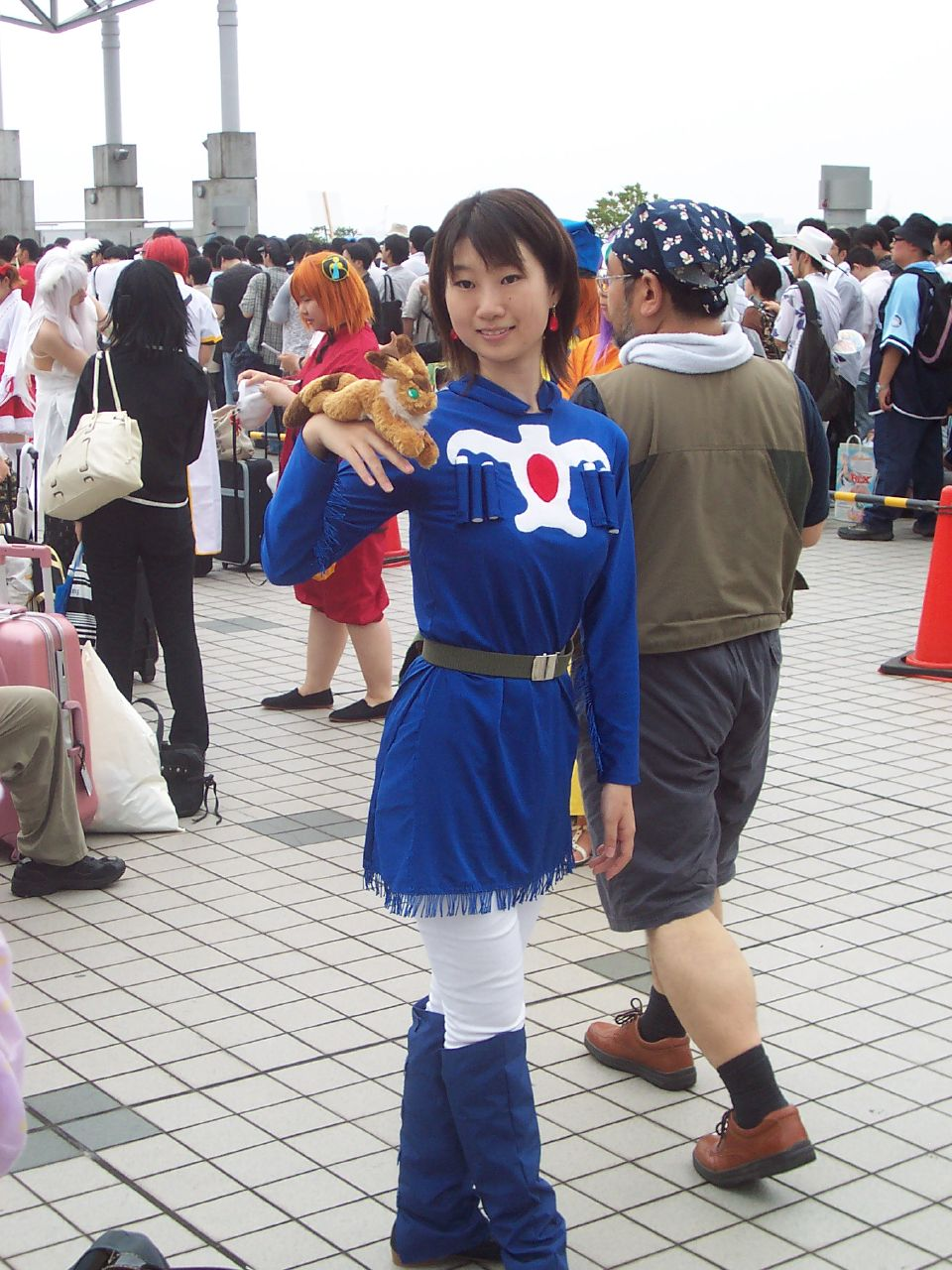
Una cosplayer di Nausicaä

Nausicaä della Valle del vento ha ricevuto una buona accoglienza da parte di critica e pubblico. Durante la sua distribuzione cinematografica incassò 740 milioni di yen per un totale di un milione di spettatori. Tra i fan ha ottenuto un vasto seguito, che gli ha permesso di mantenersi costantemente nelle prime posizioni delle top-ten giapponesi per due decenni dopo la sua uscita. Nel 2006 si classificò al 2º posto in un sondaggio sui migliori anime di sempre condotto su un campione di 80.000 fan giapponesi in occasione del decimo anniversario del Japan Media Arts Festival. È considerato uno dei migliori film animati nipponici di sempre e un'influenza importante nello sviluppo dell'animazione giapponese, dato che il successo del film permise la fondazione dello Studio Ghibli e di molti altri studi di animazione. Il lungometraggio ha segnato anche la prima collaborazione tra Miyazaki e Joe Hisaishi, artista che avrebbe in seguito composto la maggior parte delle colonne sonore dei film del regista.

### Critica
Fino all'uscita di Princess Mononoke il nome di Hayao Miyazaki in Occidente era legato principalmente a Nausicaä. Frederik L. Schodt elogiò il film per essere riuscito a trasporre efficacemente il manga e per l'elevata qualità delle animazioni a fronte di un budget ristretto, rispetto, ad esempio, ai film della Disney. La narrazione, le ambientazioni composte da una commistione di elementi fantascientifici e medievali e gli interrogativi ecologici — aggiunge — sono stati presentati a regola d'arte. Patrick Drazen definisce il film il primo capolavoro di Miyazaki, con un mondo postapocalittico che, a differenza di altri scenari come Bubblegum Crisis o Neon Genesis Evangelion, è meno cinico. Jonathan Clements e Helen McCarthy nella loro enciclopedia degli anime lo descrivono come un film "superbamente assemblato ad ogni livello" e che nonostante le note "messianiche e ambientaliste", si mantiene un'opera ricca di "azione e di avventura". Theron Martin di Anime News Network ne ha apprezzato il character design, la direzione di Miyazaki e la colonna sonora di Joe Hisaishi. Il critico ha inoltre affermato che Nausicaä "merita un posto in ogni lista di classici anime di tutti i tempi". Paolo Mereghetti, nel suo Dizionario dei film, gli assegna tre stelle su quattro, lodandone la bellezza delle immagini "pur con qualche rigidità da cartoon nipponico". Il sito Rotten Tomatoes riporta che il 90% dei critici hanno dato un giudizio favorevole al film, in base a 21 recensioni con una media voto di 8,2 su 10.

### Temi
Vari critici hanno evidenziato come il film di Nausicaä sia stato un precursore per aver mostrato che gli anime e i cartoni animati in generale possono concentrarsi su problemi reali e di attualità, come ad esempio il degrado della natura e la necessità di una pacifica convivenza tra culture diverse. Nausicaä aiuta chi le sta vicino a comprendere e a rispettare la natura, rappresentata come benevola, spirituale e corroborante per coloro che vi entrano in pace.
Altri temi prominenti nella storia sono l'antimilitarismo e il pacifismo. Nausicaä crede nel valore della vita indipendentemente dalle sue forme e attraverso le sue azioni riesce a prevenire lo scatenarsi di una guerra. Il film mostra una pluralità di parti in conflitto, ognuna delle quali richiama la sua visione del mondo. Per questo Helen McCarthy ha dichiarato che la storia evita un giudizio morale in bianco e nero sui personaggi, ma ad ognuno — compresi gli insetti giganti — è data una motivazione e pari dignità. Il "male" in senso assoluto viene quindi a mancare, sostituito dai concetti buddhisti di avarizia, ostilità e delusione. La paura è la forza che trascina il conflitto: paura della foresta tossica che genera cupidigia e rancore. Inoltre Susan J. Napier sottolinea come l'eroina Nausicaä rappresenti un classico esempio del femminismo tipico di Miyazaki.

## Apparizioni in altri media e merchandising
Visto il grande successo ottenuto dall'anime, vennero prodotti molti oggetti di merchandising ispirati al personaggio di Nausicaä. Fra questi spiccano due videogiochi prodotti in Giappone dalla Technopolis Soft: uno arcade, nel 1984, intitolato Kaze no tani no Naushika (風の谷のナウシカ?) e destinato al NEC PC-8801 e uno d'avventura, Naushika kiki ippatsu (ナウシカ危機一発? lett. "Nausicaä, la grande fuga") per il NEC PC-6001 e NEC PC-6601. Lo Studio Ghibli pubblicò due artbook dedicati alla serie ed alla sua protagonista: nel giugno 1984 una guida sull'anime, contenente spiegazioni sulla tecnica dell'animazione e immagini dei set cinematografici e dei bozzetti preparatori; e nel 1996 una raccolta di acquerelli legati al manga e realizzati da Miyazaki, Nausicaä della Valle del vento. Acquerelli di Hayao Miyazaki (風の谷のナウシカ宮崎駿水彩画集?, Kaze no tani no Naushika Miyazaki shun suisai gashū), che contengono le copertine della rivista Animage dedicate alla serie e numerose illustrazioni sulle origini del personaggio di Nausicaä.
In Italia Francesco Nepitello e Marco Maggi svilupparono nel 1995 Nausicaä - Il gioco di ruolo, un gioco di ruolo basato sulla trama del film. Esso è stato pubblicato dalla Nexus Editrice e diffuso tramite un numero della rivista Kaos sotto forma di supplemento al ludo Simulacri.

## Influenza culturale
Il film ha ispirato molte opere successive, tra cui l'ambientazione dell'OAV Green Legend Ran, di Il vento dell'Amnesia e di Le ali di Honneamise, i cui titoli sono stati modificati per assomigliare a Nausicaä della Valle del vento. Il creatore di Final Fantasy, Hironobu Sakaguchi, ha rivelato che il manga e il film di Miyazaki hanno influenzato la sua serie. In particolare le cavalcature nel lungometraggio ispirarono la creazione dei Chocobo nel gioco. Molti videogiochi hanno presentato creature simili agli Ohmu e probabilmente ispirate ad essi, tra cui Metal Slug 3, Cyber Core e Viewpoint. Il gioco God Slayer: Haruka Tenkū no Sonata (ゴッド・スレイヤー はるか天空のソナタ?) ha molti elementi in comune con il film, incluso un insetto che assomiglia ad un Ohmu. Alcuni elementi, come gli scoiattoli-volpe, ricompaiono nell'opera successiva di Miyazaki Laputa - Castello nel cielo.

## Altri media
Nel giugno 1984 è stato pubblicato dalla Tokuma Shoten un artbook sul film, contenente spiegazioni sulla tecnica dell'animazione e immagini dei set cinematografici e dei bozzetti preparatori.